# ریورویو (کارولینای جنوبی)
ریورویو(به انگلیسی: Riverview) شهری در ایالت کارولینای جنوبی کشور ایالات متحده آمریکا است که جمعیت آن در سرشماری سال ۲۰۱۰ میلادی، ۶۸۱ نفر بوده‌است.